# Bewening van Christus (wandtapijt)

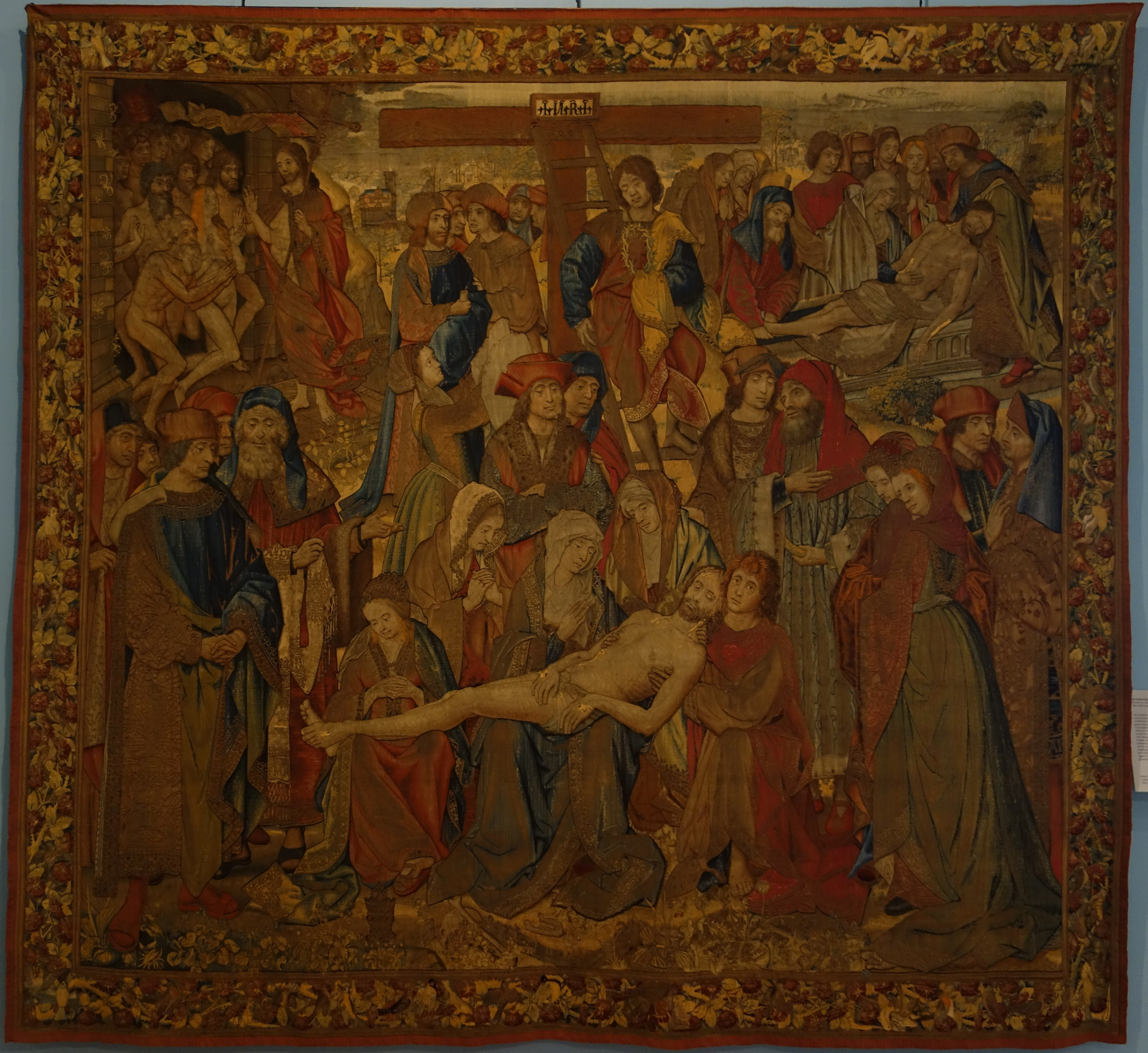
Het wandtapijt in het Museum Kunst & Geschiedenis

De Bewening van Christus is een wandtapijt dat rond 1510 gemaakt werd in Brussel en dat zich in diezelfde stad in het Museum Kunst & Geschiedenis bevindt. Opdrachtgever, kartonschilder en wever zijn onbekend. Het is een luxueuze uitvoering in wol-, zijde- en gouddraad, en vormt een van de eerste voorbeelden van Italiaans invloed in de wandtapijtkunst.
Het tapijt toont simultaan drie scènes uit de Passie: centraal de bewening van Christus, linksboven zijn nederdaling ter helle en rechtsboven zijn graflegging. De centrale groep gaat terug op de Piëta die Perugino schilderde voor de kloosterkerk van San Giusto alle mura te Firenze (ca. 1493). Hij toont Maria met Christus op haar schoot, het hoofd ondersteund door Johannes de Doper en de voeten door een biddende Maria Magdalena. De man met het hand op het hart die net achter Johannes staat, draag het opschrift PHILIEP. Mogelijk was de apostel Filippus de patroonheilige van de opdrachtgever.
De smalle bloemenboord met vogels is typisch voor de vroegst gebruikte boorden in Brussel.
Tegenover het schilderij van Perugino besteedden de wevers bijzondere aandacht aan de weergave van details, met name in de kledij van de personages.

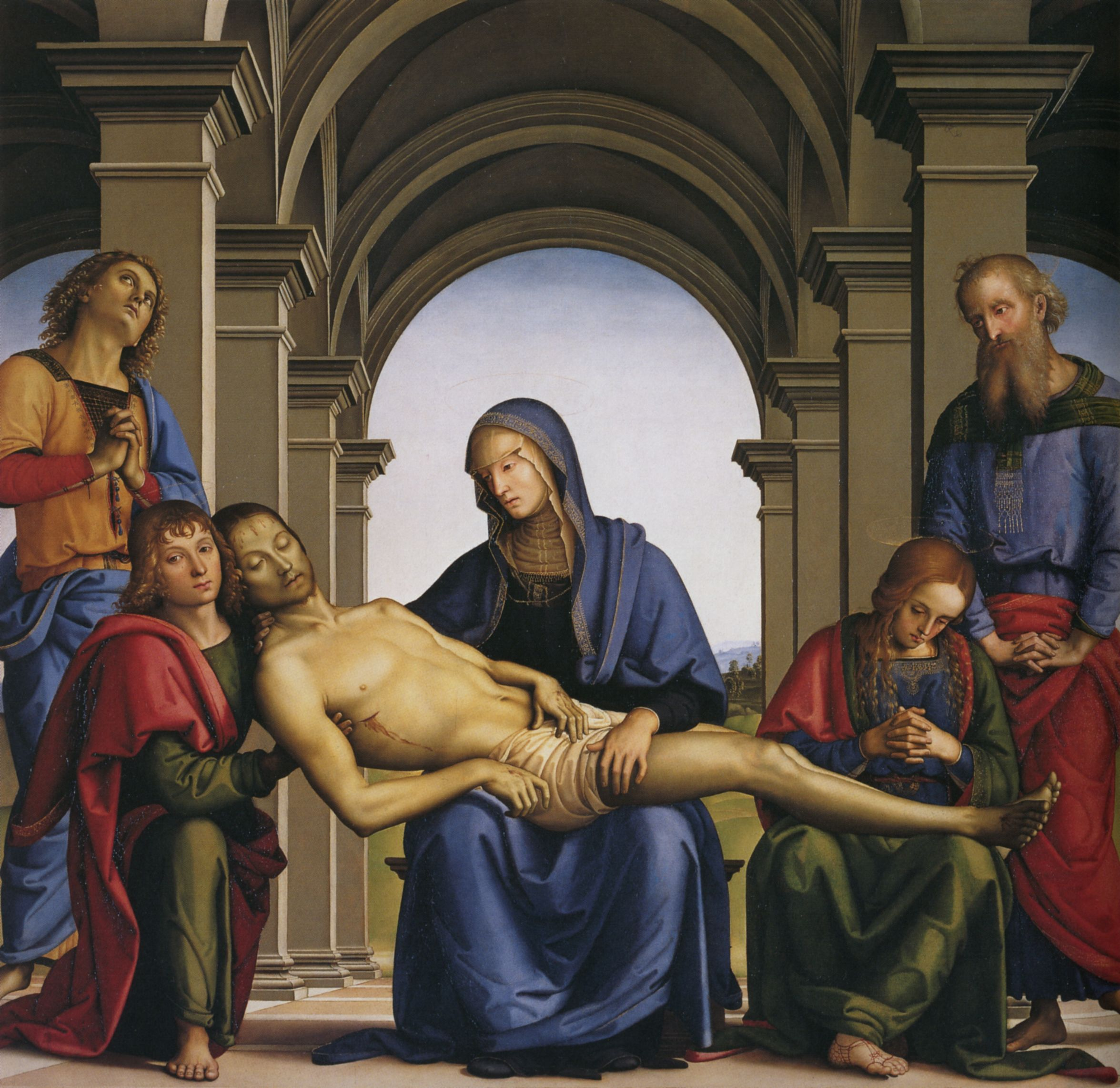
Perugino's schilderij
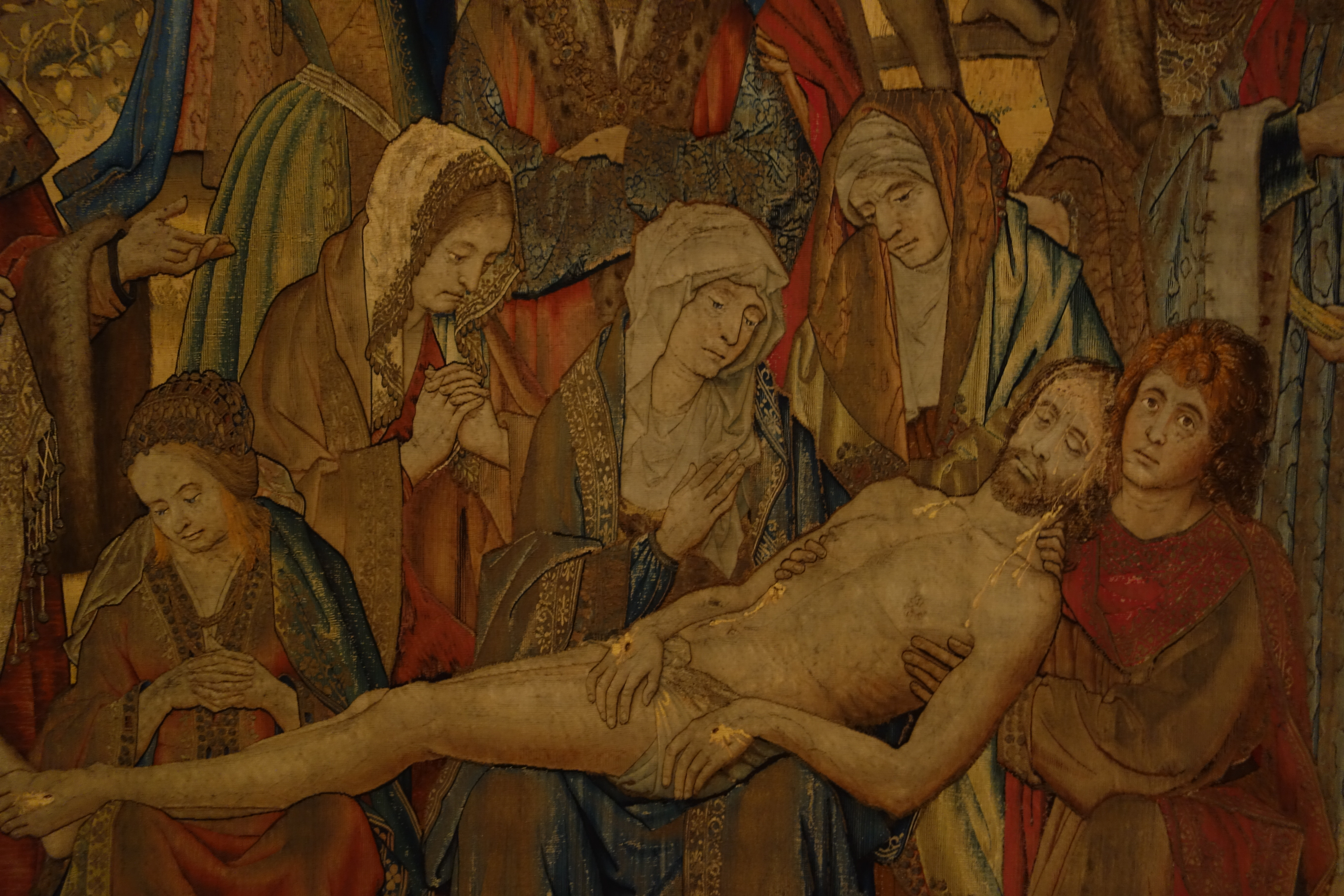
Vier personages van Perugino gespiegeld
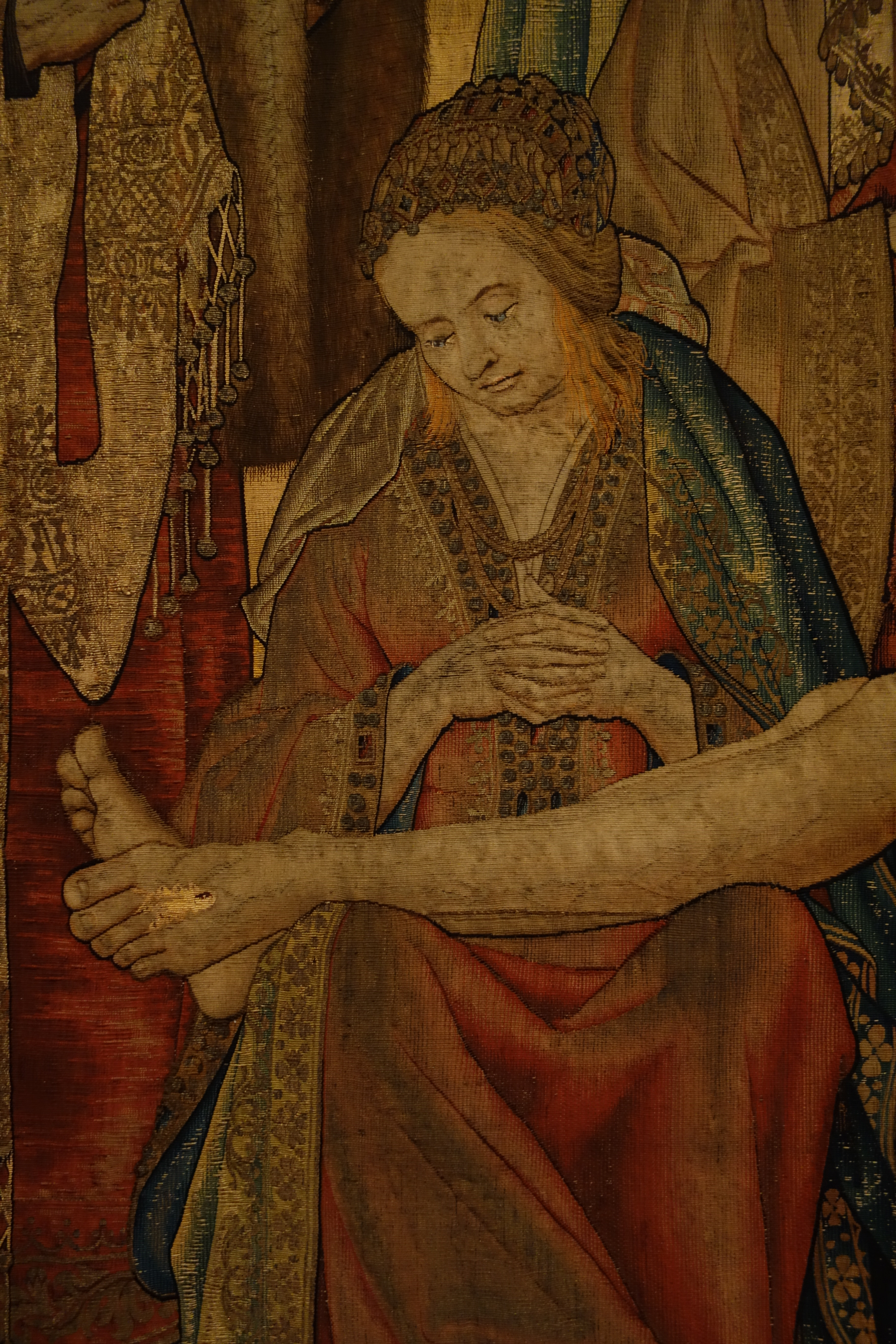
Maria Magdalena